# Otvírání studánek
Otvírání, vylévání či cídění studánek je český lidový zvyk, jehož účelem je ukončení sucha a přivolání deště. Kromě období velkého sucha byl tento obřad prováděn během druhé poloviny jara až do svatojánské noci. Studánky se také otvíraly či čistily během královniček, dívčích svatodušních oslav.
O tomto zvyku informuje již v roce 1697 jezuitský misionář Ferdinand Zelechovský působící v Bechyňském kraji:
| „ | V okolí Lomnice, Zálší a Drachova dívky vesnické, žádají-li sobě deště, scházejí se četně za soumraku na luzích, zpívají hlasitě písně ženců a velí konečně, aby jedna z nich nahá, a to neposkvrněná panna (volí se k tomu dívka osmiletá) sestoupila do studánky a z ní vodu vůkol vylívala, tím prý svolá z nebe déšť na osení. | “ |

Symbolické spojení vody a čistoty vedlo právě k provádění tohoto obyčeji pannami a také ke spojení s Pannou Marií, jak ukazuje píseň z Táborska zaznamenaná Františkem Teplým na počátku 20. století:
| „ | Svatá Maria, přispěj nám, tichý deštíček, vyproš nám, zavlaž obilíčko. Kristova matičko. Tys naše matička milostivá, vyproš nám deštíček, ó Maria. | “ |

Mezi podobné zvyky patřilo podarování studny vánočkou, ořechem a jablkem o Štědrém večeru, aby celý rok dávala vodu. Známy byly také obřady na přivolání deště spojené se stromy.
Novodobé slavnosti inspirované tímto lidovým zvykem a kantátou Bohuslava Martinů Otvírání studánek se pořádají v okolí Žďáru nad Sázavou, především v obci Tři Studně. Jejich počátky spadají do roku 1956, kdy byl v těchto místech natáčen film Otvírání studánek dokumentaristy Alana Františka Šulce.
Den otvírání studánek se slaví 31. května.